# Епархия Удонтхани
Епархия Удонтхани (лат. Dioecesis Udonthaniensis) — епархия Римско-католической церкви с центром в городе Удонтхани, Таиланд. Епархия Удонтхани входит в митрополию Тхари и Нонсенга и распространяет свою юрисдикцию на территорию провинций Кхонкэн, Лей, Нонгбуалампху, Нонгкхай и Удонтхани. Кафедральным собором епархии Удонтхани является церковь Пресвятой Девы Марии.

## История
7 мая 1953 года римский папа Пий XII издал буллу «Nos quibus», которой учредил апостольский викариат Удонтхани, выделив его из апостольского викариата Тхари (сегодня — Архиепархия Тхари и Нонсенга).
18 декабря 1965 года Римский папа Павел VI издал буллу «Qui in fastigio», которой преобразовал апостольский викариат Удонтхани в епархию.

## Ординарии епархии
- епископ Clarence James Duhart C.SS.R.[1] (1953 — 2.10.1975);
- епископ Георгий Йод Пхимписан C.SS.R. (2.10.1975 — 14.11.2009);
- епископ Иосиф Лучай Тхатвисай (14.11.2009 — по настоящее время).

## Источник
- Annuario Pontificio, Libreria Editrice Vaticana, Città del Vaticano, 2003, ISBN 88-209-7422-3
- Булла Nos quibus, AAS 45 (1953), стр. 712  (лат.)
- Булла Qui in fastigio  (лат.)